# Wincenty Stanisław Wołłowicz
Wincenty Stanisław Wołłowicz herbu Bogoria (zm. przed lub 24 sierpnia 1698 roku) – duchowny sekretarz wielki litewski w 1684 roku, regent kancelarii wielkiej, prepozyt gieranoński w 1692 roku, archidiakon żmudzki, kanonik wileński.